# Ляэтс, Хели Владимировна
Хе́ли Влади́мировна Ля́этс (эст. Heli Lääts; Ляэтс — девичья фамилия и сценический псевдоним, настоящая фамилия с 1958 года — Са́уль (эст. Saul); 24 июня 1932 года, Курессааре — 16 февраля 2018 года, Таллин) — советская и эстонская эстрадная и камерная певица (меццо-сопрано), народная артистка Эстонской ССР (1976).

## Биография
Родилась в семье Юлии Ляэтс (в девичестве Аллика) и Владимира Ляэтса.
Окончила Таллиннскую государственную консерваторию по классу Тийта Куузика (1960). В 1957—1961 годах была солисткой оркестра Эстонского радио, в 1961—1987 годах — солисткой Эстонской государственной филармонии. Пела на эстонском и русском языках.
Лауреат Всемирного фестиваля молодежи и студентов в Москве (1957). Первая исполнительница песни «Песня остается с человеком». В 1970 году присвоено звание заслуженной артистки Эстонской ССР, в 1976 году — народной артистки республики. В 1980 году награждена орденом «Знак Почёта» за большую работу по подготовке и проведению Игр XXII Олимпиады. В 2004 году награждена орденом Белой звезды V класса и премией за достижения в области развития культуры Эстонии.
Супруг Пеэтер Сауль (1932—2014) — дирижёр. Брат, Койт Ляэтс (1928—2008, на русском языке публиковался под фамилией Лээтс) — химик.
Умерла в Таллине. Похоронена на кладбище Метсакальмисту.